# Wspólnota Chrześcijan
Wspólnota Chrześcijan nazywana również Społecznością Chrześcijan (niem. Die Christengemeinschaft) – światowy ruch odnowy religijnej powołujący się na Biblię i antropozofię. Kościół ten nie uznaje żadnych dogmatów. Całość życia religijnego koncentruje się na kulcie. Kościół ten nie jest uznawany za chrześcijański przez inne, większe kościoły. 
Wspólnota została założona w 1922 w Szwajcarii przez luterańskiego teologa Friedricha Rittelmeyera zainspirowanego przez austriackiego mistyka Rudolfa Steinera, twórcę antropozofii. Kongregacja Wspólnot Chrześcijan działa w 32 krajach i składa się z około 350 niezależnych finansowo grup oraz regionalnych i międzynarodowych organów administracyjnych nadzorujących ich działalność. W Niemczech Wspólnota liczy około 20 tys. ludzi a w Berlinie mieści się Międzynarodowa Siedziba Wspólnoty Chrześcijan.